# La Carapate
La Carapate é um filme francês de 1978, gênero comédia, dirigido por Gérard Oury.